# Triplex (film)
Pour les articles homonymes, voir Triplex.
Pour plus de détails, voir Fiche technique et Distribution.
Triplex est un film français réalisé par Georges Lautner, sorti en 1991.

## Synopsis
Victime d’une machination ourdie par des concurrents, Nicolas Montgerbier, ingénieur en informatique, a tout perdu : sa femme, son appartement, son entreprise, son compte en banque et son cheval de course. Le talent de son avocate, commise d’office, Nathalie Challes, lui permet d’échapper à une lourde condamnation. Nicolas ne tarde pas à tomber amoureux d’elle et lui fait dès lors une cour empressée. Mais la jeune femme vit avec Frank, qui n’est autre que l’avocat de la partie adverse. Ce dernier joue curieusement les grands seigneurs en admettant avoir perdu la partie. Intrigué, Nicolas découvre bientôt que Frank est en réalité impliqué dans la machination qui a causé sa ruine...

## Fiche technique
- Titre : Triplex
- Réalisation : Georges Lautner
- Scénario : Didier van Cauwelaert
- Musique : Raymond Alessandrini
- Décors : Jacques Dugied
- Montage : Georges Klotz
- Date de sortie : 
  - France : 17 avril 1991

## Distribution
- Patrick Chesnais : Nicolas Montgerbier
- Cécile Pallas : Nathalie Challes
- François-Éric Gendron : Frank
- Charly Bertoni
- Richard Cairaschi
- Sophie Carle : Brigitte
- Pierre Castello
- Julien Courbey
- Auguste Danielle : Le receveur
- Jacques François : M. Challes
- Laurent Gamelon : Mario
- Jacques Jouanneau : Le père de Frank
- Pierre Maguelon : Le gardien de prison optimiste
- Didier Pain : L'employé solidarité
- Gilles Veber : Jacky